# Rankovice
Rankovice (německy Rankowitz) jsou malá vesnice, část města Teplá v okrese Cheb v Karlovarském kraji. Nachází se asi 3,5 kilometru severně od Teplé. Rankovice jsou také název katastrálního území o rozloze 3,83 km².

## Název
Název vesnice je odvozen ze jména Ranka ve významu ves lidí Rankových. V historických pramenech se objevuje ve tvarech: Rankouo (1273), Rankowicze (1459), Rannkhowicz (1530), Rankowitz (1601) a Rankowicz (154 a 1788).

## Historie

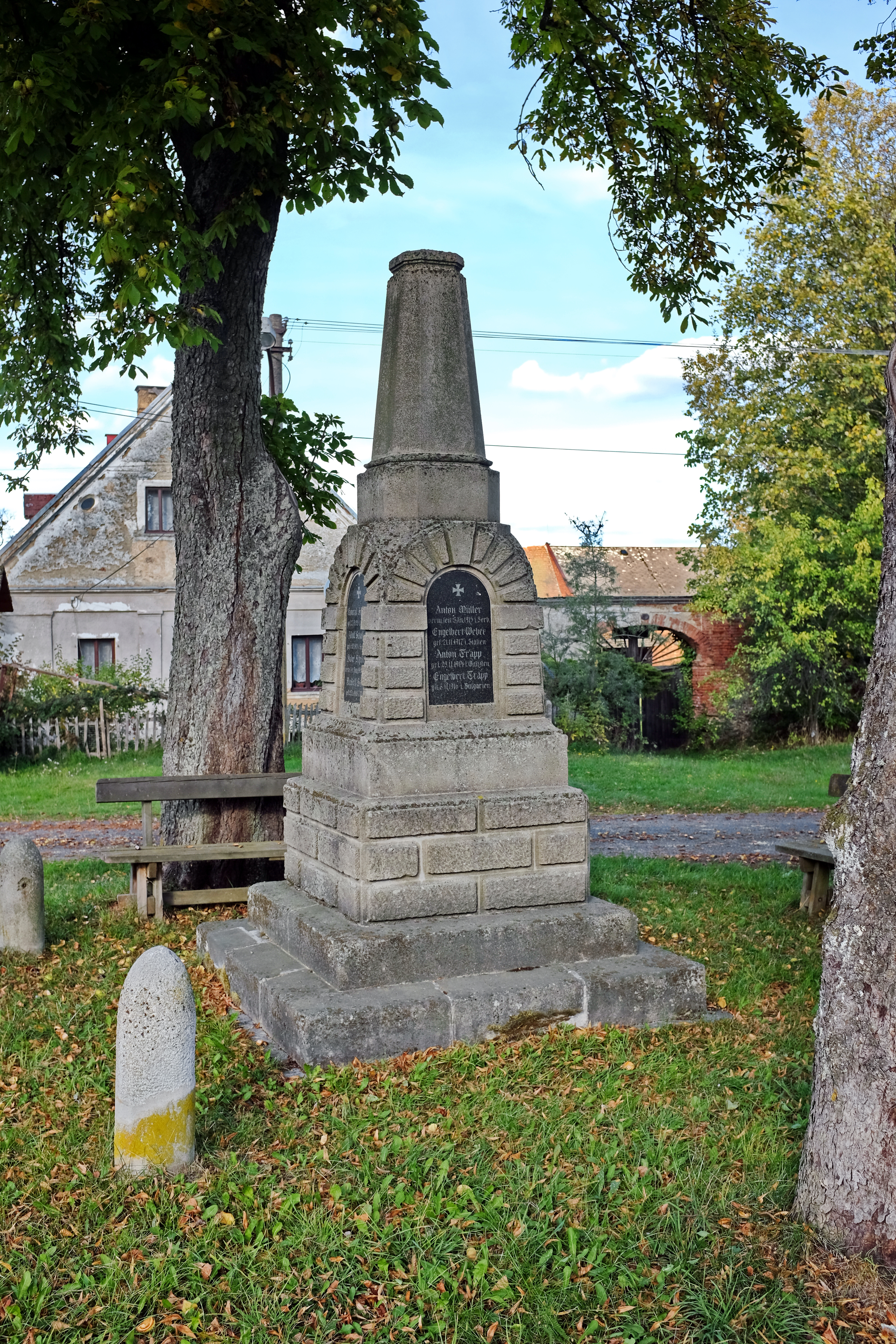
Pomník obětem první světové války

První písemná zmínka o vesnici pochází z roku 1273, kdy papež Řehoř X. potvrdil její držení premonstrátům kláštera Teplá. S klášterem a městem Teplá byla vesnice spojena až do zániku patrimoniální správy.
V roce 1923 byl ve středu návsi vztyčen pomník obětem první světové války ve formě obelisku. V druhé polovině 20. století pomník chátral až o roku 2013, kdy proběhla jeho celková rekonstrukce.
Na konci druhé světové války zde žilo jen německé obyvatelstvo. Ještě před odsunem Němců v roce 1946 bylo do obce repatriováno 20 českých exulantských rodin z doby pobělohorské z polského Zelova (14 rodin reformovaných evangelíků, 5 rodin baptistů a jedna rodina českobratrská). Rodiny pokračovaly v exulantských tradicích – tj. i bez kazatele a modlitebny se ve sborovém společenství modlily, zpívaly, vzdělávaly děti v nedělní škole a společně slavily Štědrý večer. Komunita se shromažďovala v prostorách rankovické školy, ale škola byla zrušena. V letech 1950–1951 školu nahradilo sídlo Místního národního výboru (s vlastní matrikou pro nově narozené dětí reemigrantů) a kancelář nově vzniklého Jednotného zemědělského družstva. Proto (až na jednu rodinu, která v obci zůstala, rok 2016) exulanti z Rankovic odešli.

## Obyvatelstvo
Při sčítání lidu v roce 1921 zde žilo 172 obyvatel, všichni německé národnosti. Všichni obyvatelé se hlásili k římskokatolické církvi.
| Rok            | 1869 | 1880 | 1890 | 1900 | 1910 | 1921 | 1930 | 1950 | 1961 | 1970 | 1980 | 1991 | 2001 | 2011 | 2021 |
| -------------- | ---- | ---- | ---- | ---- | ---- | ---- | ---- | ---- | ---- | ---- | ---- | ---- | ---- | ---- | ---- |
| Počet obyvatel | 172  | 205  | 196  | 174  | 193  | 172  | 145  | 84   | 58   | 61   | 31   | 21   | 14   | 14   | 14   |
| Počet domů     | 21   | 24   | 23   | 25   | 25   | 26   | 27   | 29   | -    | 13   | 8    | 15   | 16   | 14   | 12   |

## Obecní správa
Při sčítání lidu v letech 1850–1959 Rankovice byly samostatnou obcí, se kterým patřily nejprve do okresu Teplá, ale v roce 1950 v okrese Toužim. Od roku 1960 jsou částí města Teplá, se kterým patřily nejprve do okresu Karlovy Vary, ale od 1. ledna 2007 v okrese Cheb.

## Pamětihodnosti
- Dvě tvrziště